# Michael Spindelegger
Michael Spindelegger (Mödling, 21 dicembre 1959) è un politico austriaco.

## Biografia
Sotto Werner Faymann ha ricoperto gli incarichi di Ministro degli affari esteri della Repubblica d'Austria dal 2 Dicembre 2008 al 16 Dicembre 2013, Ministro delle finanze dell'Austria dal 16 Dicembre 2013 al 1 Settembre 2014 e di Vice Cancelliere federale dal 21 Aprile 2011 al 1 Settembre 2014.
È stato inoltre Leader del Partito Popolare Austriaco dal 2011 al 2014.